# Bundeseinheit für die Lebensmittelkette
Die nach ISO 9001 zertifizierte Bundeseinheit für die Lebensmittelkette (BLK) ist eine zentrale Stelle, die die Bundesämter für Landwirtschaft (BLW) und für Lebensmittelsicherheit und Veterinärwesen (BLV) bei der Aufsicht über den Vollzug der Pflanzengesundheit-, Futtermittel-, Tierseuchen-, Tierschutz- und Lebensmittelgesetzgebung in der Schweiz unterstützt.
Die Gewährleistung der Lebensmittelsicherheit auf allen Produktionsstufen ist eine komplexe Aufgabe. In der Schweiz wird diese von drei Bundesämtern und über 50 kantonalen Amtsstellen wahrgenommen. Das nationale und internationale Recht, Wirtschaft und Handelspartner fordern vermehrt eine Vereinheitlichung des Vollzugs und die Einhaltung internationaler Standards. Durch den Einsatz der BLK als Aufsichtseinheit und Koordinationsstelle können die zuständigen Behörden bei der Wahrnehmung dieser Aufgaben wesentlich unterstützt werden.
Die BLK wird gemeinsam von den Direktoren der Bundesämter BLV und BLW über einen Leistungsauftrag geführt. Sie nimmt folgende Aufgaben wahr:
Sie beaufsichtigt den kantonalen Vollzug in den Bereichen Lebensmittelsicherheit, Tiergesundheit und Tierschutz. 
Sie überprüft den Bundesvollzug bei der Kontrolle der Futtermittel und der Importe von Tieren und tierischen Erzeugnissen. 
Sie entwickelt den mehrjährigen nationalen Kontrollplan in enger Zusammenarbeit mit den drei Bundesämtern.